# Seongdang-dong
Seongdang-dong (koreanska: 성당동) är en stadsdel i staden Daegu i den centrala delen av Sydkorea, 240 km sydost om huvudstaden Seoul. Den ligger i stadsdistriktet Dalseo-gu.